# Parafia Wniebowzięcia Najświętszej Maryi Panny w Krapkowicach-Otmęcie
Parafia Wniebowzięcia Najświętszej Maryi Panny w Krapkowicach-Otmęcie jest rzymskokatolicką parafią dekanatu Krapkowice. Parafia została utworzona w 1223 roku. Kościół został zbudowany w XIV wieku w stylu gotyckim, rozbudowany w latach 1912–1914, zniszczony w 1945, odbudowany w latach 1945–1946 w stylu neobarokowym. Mieści się przy ulicy Ks. Franciszka Duszy 31.
W 1999 r. z części parafii wyodrębniono nową parafię Ducha Świętego w Krapkowicach-Otmęcie.